# رعد 85

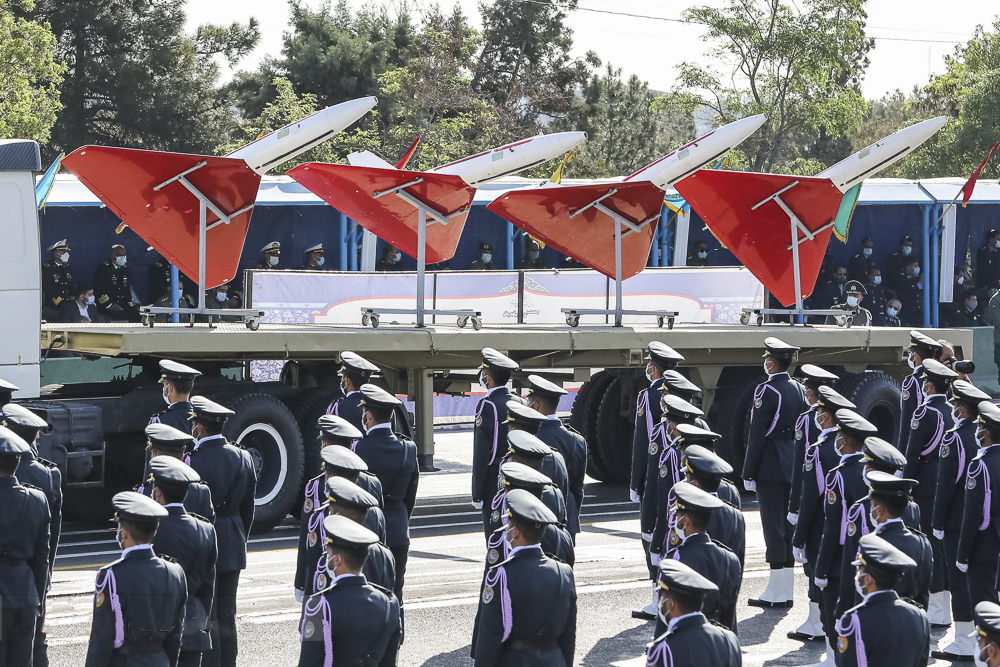
مقطورات عسكرية إيرانية تحمل طائرة بدون طيار رعد 85 وذلك خلال مسيرات يوم الجيش الإيراني عام 2022م

طائرة رعد-85 المسيرة: هي إحدى الطائرات الإيرانية الإنتحارية بدون طيار، والتي تم إنتاجها بأحجام مختلفة لتتناسب مع أهداف ومهمات متنوعة. وتُعَد المسيرة رعد-85 فئة جديدة من الطائرات المقاتلة التي يتم التحكم بها عن بعد، والمستخدمة من قِبَل القوة البرية للجيش الإيراني، والقادرة على استهداف وتدمير الأهداف الثابتة والمتحركة عن بعد، حيث تم تصميم هذه الطائرة المسيرة للاصطدام بأهدافها وإطلاق رؤوسها الحربية. ومن أهم مميزاتها ان مداها يصل إلى 100 كيلومتر لضرب الأهداف الكبيرة. وتصيب رعد 85 الهدف بهامش خطأ يبلغ 5 متر، ويبلغ مدى الشظايا الناجمة عن الانفجار 300 متر، فيما تصل سرعتها إلى 450 كيلومتر في الساعة. وتُعتبَر هذه الطائرة إحدى الطائرات المسيرة التي تعتمد عليها جمهورية إيران كثيراً إلى جانب مثيلاتها من الطائرات المسيرة الأخرى، ويتم تصميم هذه الطائرة وصنعها من قبل جمهورية إيران وذلك عن طريق خبراء الصناعات الدفاعية لتُضاف إلى ترسانة الطائرات الايرانية بدون طيار. يُذكر أن إيران تمتلك وتُدِير برنامجاً للطائرات بدون طيار منذ عدة عقود. وتُعَد إيران إلى جانب كلً من روسيا والصين والولايات المتحدة وإسرائيل من أكبر مصنعي الطائرات بدون طيار في العالم. والطائرات الإيرانية المسيرة والموجهة عن بعد هي تلك التي تمتلكها جمهورية إيران وذلك لإستخدامها في عمليات مهام المراقبة والإستطلاع في نطاقات لا تقل عن 200 كيلومتر، وكذلك استخدام هذه الطائرات لضرب أهداف أرضية فردية باستخدام القنابل والصواريخ الموجهة. حيث أن خصائص الطائرات بدون طيار من ناحية حجم ووزن وأجهزة الإستشعار، وتجهيزاتها القتالية، حولتها إلى أهم أحتياجات ومتطلبات العمليات القتالية بالنسبة لإيران.

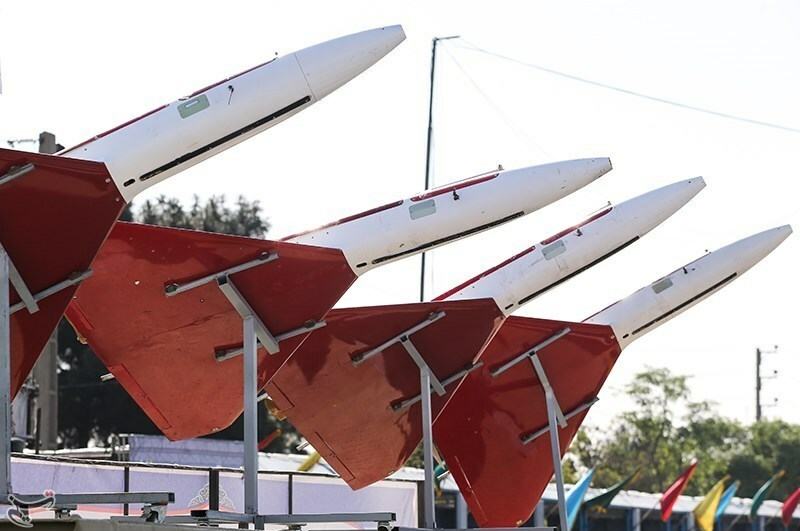
عرض طائرة رعد_85 بمناسبة يوم الجيش بجمهورية إيران سنة 2022م في العاصمة الإيرانية طهران

## الإعلان عن الطائرة
في أيلول/ سبتمبر 2013م أعلن قائد الجيش الإيراني السابق أحمد رضا بوردستان، أن جمهورية إيران تمكنت من تطوير وإنتاج طائرة بدون طيار أُطلِقَ عليها رعد-85 على يد المهندسين الإيرانيين. وتُعَد هذه الطائرة من أوائل الطائرات الإنتحارية بدون طيار في جمهورية إيران. التي دخلت في خدمة الجيش الإيراني. وقد عُرِفَت لسنوات عديدة كواحدة من أنظمة الإنتحار الرئيسية بدون طيار في إيران.

## عمل الطائرة
ان هذا النوع من الطائرات بدون طيار والمصنعة داخل جمهورية إيران تعمل كصاروخ كروز يدمر الهدف، حيث ان طائرة رعد 85 تمتلك هذه القابلية ومجهزة برأس حربي قوي يتسم بالدقة المتناهية في إصابة الأهداف. فهي صممت للاصطدام بأهدافها وإطلاق رؤوسها الحربية. فطائرة رعد 85 تُكلف بمهام محددة وتمتلك قابلية تلقي مهمة ومسار جديدين على مدى تحليقها، وبإمكانها العودة إلى قواعدها عند إلغاء المهمة. يُذكَر ان جمهورية إيران وبحسب الوكالات العالمية، من ضمن القوتين أو الثلاث في المنطقة بمجال الطائرات بدون طيار.

## مواصفات طائرة رعد-85
تُعتبَر هذه الطائرة عنصر فعال في ترسانة الطائرات الايرانية بدون طيار. حيث أنها صممت بمدى 100 كيلومتر لضرب الأهداف الكبيرة. وتصيب رعد 85 الهدف بهامش خطأ يبلغ 5 متر، ويبلغ مدى الشظايا الناجمة عن الإنفجار 300 متر، فيما تصل سرعتها إلى 450 كيلومتر في الساعة، وبإمكانها إرسال الصور التي تلتقطها إلى القاعدة بصورة مباشرة حتى اللحظة الأخيرة. كما وتستطيع رعد-85 تحديد الأهداف الثابتة أو المتحركة مثل الطائرات المروحية أو المقاتلة، وكذلك الدبابات والمنشآت وتدميرها. كما ويمكنها نقل شحنات متفجرة. والطائرة الإنتحارية رعد عبارة عن صاروخ مزود بكاميرا مراقبة يتم التحكم به عن بعد. كما أنها قادرة على التقاط صور وأشرطة فيديو إلكترونية، وتنفيذ مهمات أخرى بينها الإستطلاع الجوي.

## اختبار الطائرة
شهدت مناورات محمد رسول الله (ص) في منطقة مضيق هرمز التي أجراها الجيش الإيراني يوم الخميس 25 ديسمبر/ كانون الأول 2014م، على رقعة تبلغ مساحتها 2ر2 مليون كيلومتر مربع، بدءاً من شرق مضيق هرمز وإلى المدار 10 الشمالي في المحيط الهندي. إختبار 3 طائرات من دون طيار إنتحارية، وان هذه الطائرات هي نوع من صواريخ كروز إيرانية الصنع بالكامل. حيث تم أثناء المناورات إختبار نموذجين متطورين من طائرات من دون طيار من طراز (يسير ورعد 85)، بالإضافة إلى إختبار طائرات من دون طيار إنتحارية، وكانت جميع الإختبارات ناجحة.

## ردود أفعال
الصين:
كتبت وكالة أنباء شينخوا في تقريرٍ لها: تجري حالياً مناورات بمشاركة القوات البرية والبحرية والجوية لجيش الجمهورية الإيرانية على منطقة واسعة من جنوب وجنوب شرق البلاد. حيث استُخدِمَت فيها القوات المسلحة الإيرانية أحدث المعدات العسكرية واختبرت نوعاً جديداً من طائرات بدون طيار بإسم (رعد 85). وأُطلِقَ في هذا التقرير إسم (طائرة إنتحارية بدون طيار) على الطائرة بدون طيار الجديدة من صناعة إيران، حيث يتم اختبارها للمرة الأولى من قِبَل الوحدات العسكرية الإيرانية. واستندت وكالة الأنباء الصينية إلى تصريحات قائد القوة البرية لجيش الجمهورية الإيرانية، العميد أحمد رضا بوردستان، أنه نظراً إلى القابليات والقدرات العالية لهذه الطائرة بدون طيار، فإنها قادرة على استهداف أي هدف في البر أو الجو. ووصف التقرير المذكور هذه الطائرة بـ(القنبلة المتحركة) وكتب نقلاً عن العميد بوردستان: ان هذا الطائر الحديدي يُستَخدَم لمهاجمة الأهداف الجوية والبرية، وفي حال رؤية أي هدف مشكوك فسيبدي رد فعل سريع ويهاجمه.

## معرض الصور

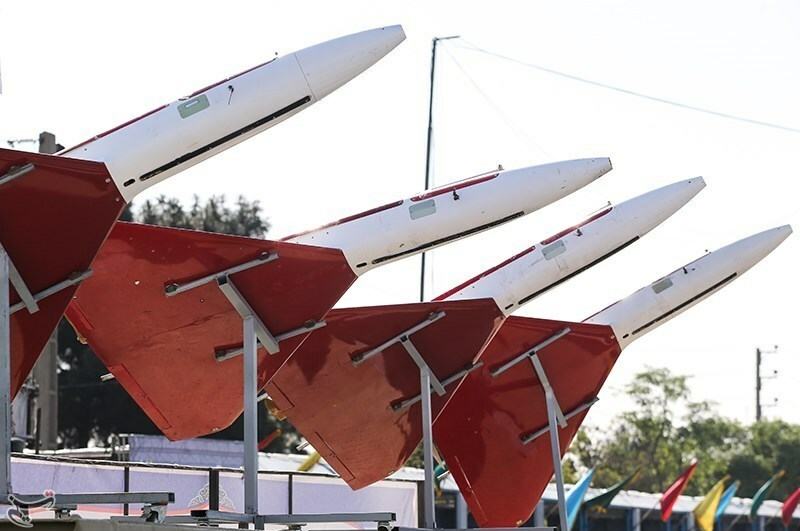
عرض طائرة رعد_85 بمناسبة يوم الجيش بجمهورية إيران الإسلامية سنة 2022 في العاصمة الإيرانية طهران

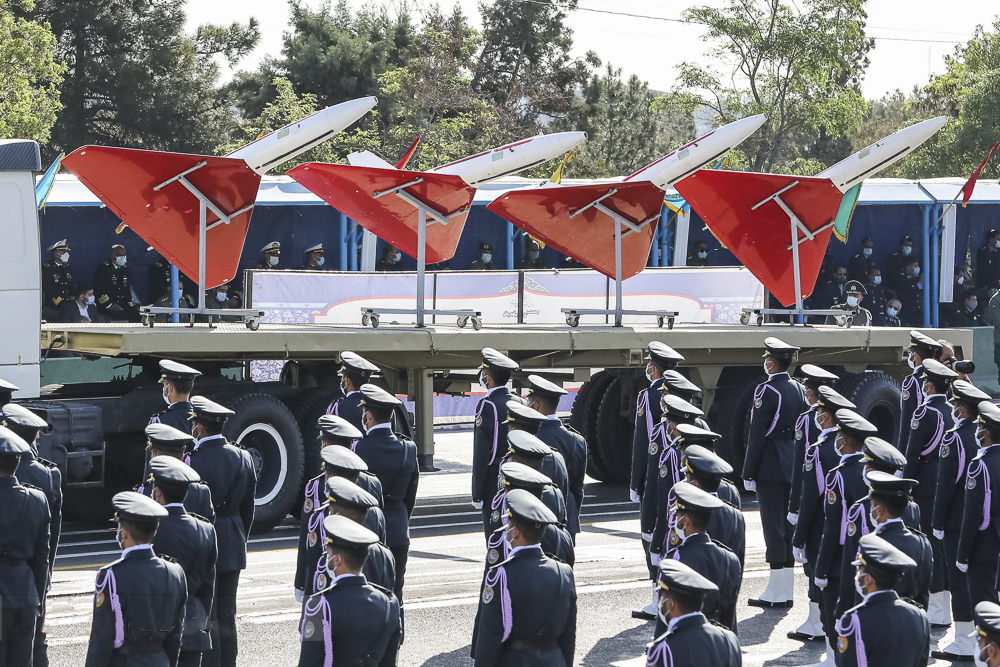
مقطورات عسكرية إيرانية تحمل طائرة بدون طيار رعد 85 وذلك خلال مسيرات يوم الجيش الإيراني عام 2022م